# Блекгіт
Блекгіт (англ. Blackheath) — один із районів Лондона на межі Лондонського району Луїсгем і Королівського боро Ґринвіча. 2012 року в ньому проживало 25 116 жителів.

## Персоналії
- Джон Ванбру (1664—1726), архітектор і драматург
- Кароліна Брауншвейзька (1768—1821), британська королева
- Елізабет Ґаррет Андерсон (1836—1937), перша жінка-лікар Великої Британії
- Астон Вебб (1849—1930), архітектор
- Френсіс Борн (1861—1935), кардинал